# そっとI Love You
『そっとI Love You』（そっとアイラヴユー）は、高杉菜穂子による日本の漫画作品。

## 概要
『なかよし』（講談社）において、1985年から1986年まで連載された。

## 書誌情報
高杉菜穂子 『そっとI Love You』 講談社〈講談社コミックスなかよし〉、全1巻
- 1巻、1986年2月6日発行、ISBN 4-06-178526-5